# Majorden
Majorden (spanska: Orden de Mayo) är en argentinsk orden som instiftades den 17 december 1957. Namnet syftar på majrevolutionen år 1810 som ledde till Argentinas självständighet från Spanien. Den delas till meriterade utländska medborgare eller sådana personer som har gjort en stor tjänst till den argentinska republiken eller sådana som anses annars vara värda statens tacksamhetsbevis.
Argentinas sittande president är ordens stormästare.
I början fanns det sex klasser i orden men den högsta klassen, med kedja, uteslöts redan år 1958:
- Storkors
- Storofficer
- Kommendör
- Officer
- Riddare